# Устинов, Георгий Иванович
Георгий Иванович Устинов (род. 1930) — советский шахматист, мастер спорта СССР (1959).
Выступал во Фрунзе за «Алга». Чемпион Киргизской ССР (1959—1961).